# 伏見城
伏見城（ふしみじょう）は、現在の京都市伏見区の桃山丘陵にあった日本の城。

## 概要

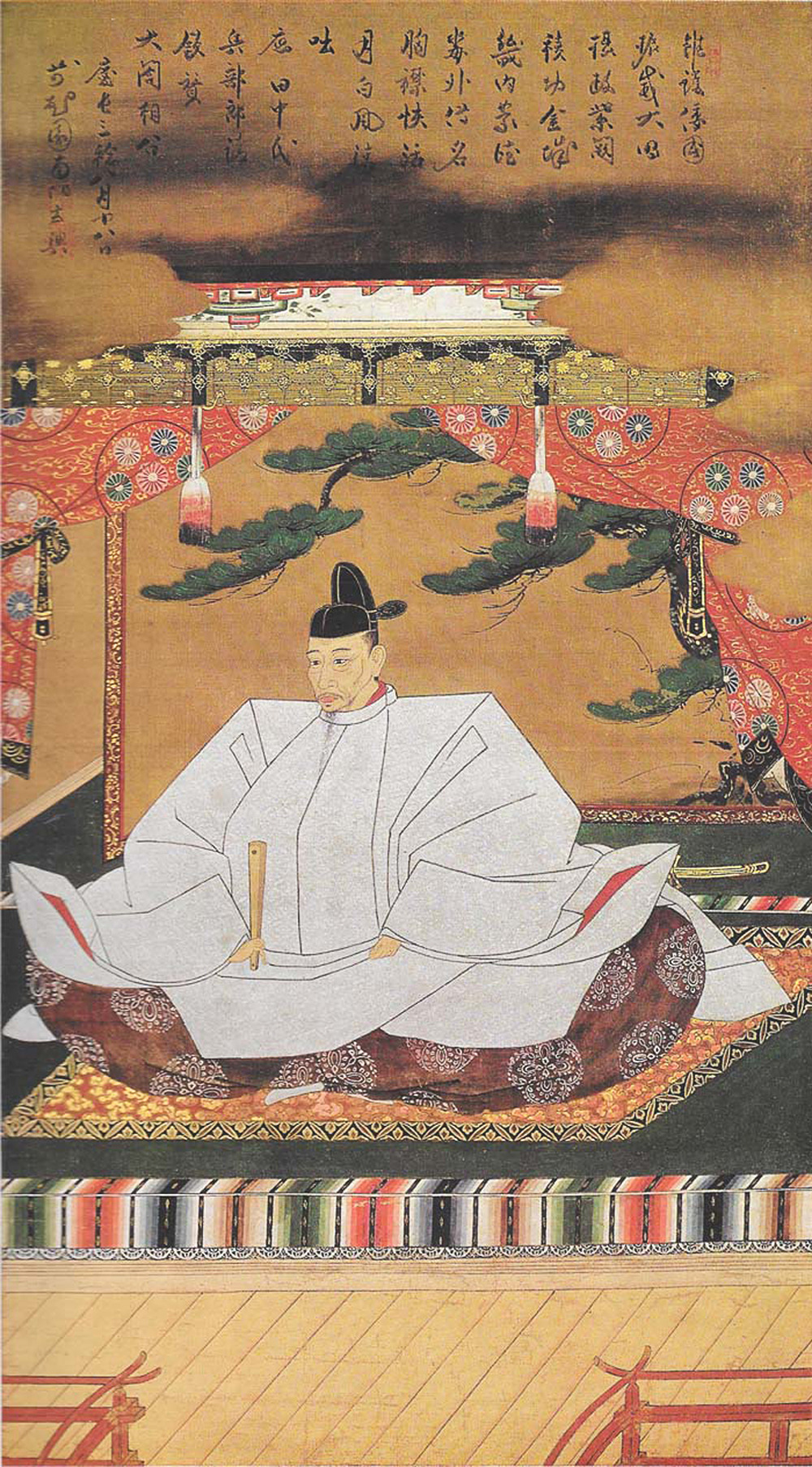
豐臣秀吉画像

伏見の桃山地区は東山から連なる丘陵の最南端に位置し、南には巨椋池が広がり水運により大坂と京都とを結ぶ要衝の地であった。
伏見城は三度に渡って築城され、最初の城は朝鮮出兵（文禄の役）開始後の1592年（文禄元年）8月に豊臣秀吉が隠居後の住まいとするため伏見指月（現在の京都市伏見区桃山町泰長老あたり）に建設を始めた。このとき築かれたものを指月伏見城、後に近隣の木幡山（桃山丘陵）に再築されたものを木幡山伏見城と呼んで区別され、さらに木幡山伏見城は豊臣期のものと、伏見城の戦いで焼失した跡に徳川家康によって再建された徳川期とに分けられる。豊臣期の伏見城は、豪華な様式が伝わる。
指月に築かれた伏見城は築城開始から2年後の1594年（文禄3年）に秀吉が入城し、更にその2年後の1596年（文禄5年）に完成をみるが、その直後に慶長伏見地震によって倒壊した。このため、指月から北東約1kmの木幡山に新たな城が築き直されることになり、翌1597年（慶長2年）に完成した。しかし、秀吉はその1年後の1598年（慶長3年）に城内で没した。
秀吉の死後、その遺言によって豊臣秀頼は伏見城から大坂城に移り、代わって五大老筆頭の徳川家康がこの城に入り政務をとった。関ヶ原の戦いの際には家康の家臣鳥居元忠らが伏見城を守っていたが、石田三成派の西軍に攻められて落城し建物の大半が焼失した。なお、立てこもっていた徳川家の家臣らが自刃した建物の床板は、供養も兼ねて京都市の養源院、正伝寺などで天井板として再利用されたとの言い伝えがあり、血天井として現在も生々しい痕を見ることができる。ただし、徳川家家臣らの自刃した建物が焼失を免れた記録や移築を裏付ける資料はなく、信憑性は定かではない（正伝寺の天井板はかつて科学的調査がされ、その際「人血であることは確認できなかった」が「血液型は数種検出された」とする（正伝寺掲出新聞記事）。
焼失した伏見城は1602年（慶長7年）ごろ家康によって再建され、1619年（元和5年）に廃城とされた。このとき建物や部材は二条城、淀城、福山城などに移築された。伏見城の跡には元禄時代ごろまでに桃の木が植えられて桃山と呼ばれるようになり、現代に至り伏見城は桃山城あるいは伏見桃山城とも呼ばれるようになった。

## 沿革

### 豊臣秀吉隠居屋敷
伏見城の原形ともいえる施設は豊臣秀吉が1591年（天正19年）に関白の位と京都における政庁聚楽第を豊臣秀次に譲った際に、自らの隠居所として伏見の地に築いた屋敷である。この屋敷は文禄元年（1592年）8月11日に秀吉が平安時代より観月の名所と知られる指月周辺を散策して同月17日に場所を決定し、20日には着工が決められた。次いで8月24日に区画割りが開始され、9月3日には建設が始まる など、工事は急いで進められた。また、同年12月に秀吉が文禄の役で名護屋城在陣中に利休好みの趣向で造らせるよう指示を出している。この際、聚楽城下から多くの町民が移住したと考えられ、現在も「聚楽町」「朱雀町」「神泉苑町」などの地名が伏見地区に遺る。
「伏見城の築城は、はじめから秀吉が豪壮華麗な城として築こうとしていたと考えるのは早計である。当初の計画では、あくまでも隠居として、屋敷構にするつもりだったと思われている」とあるように、当初は城というより邸宅としての性格が強かったと考えられている。隠居屋敷は1593年（文禄2年）9月には伊達政宗との対面や徳川家康・前田利家との茶会に用いられるなど、概ね完成したと思われる。

### 指月伏見城時代

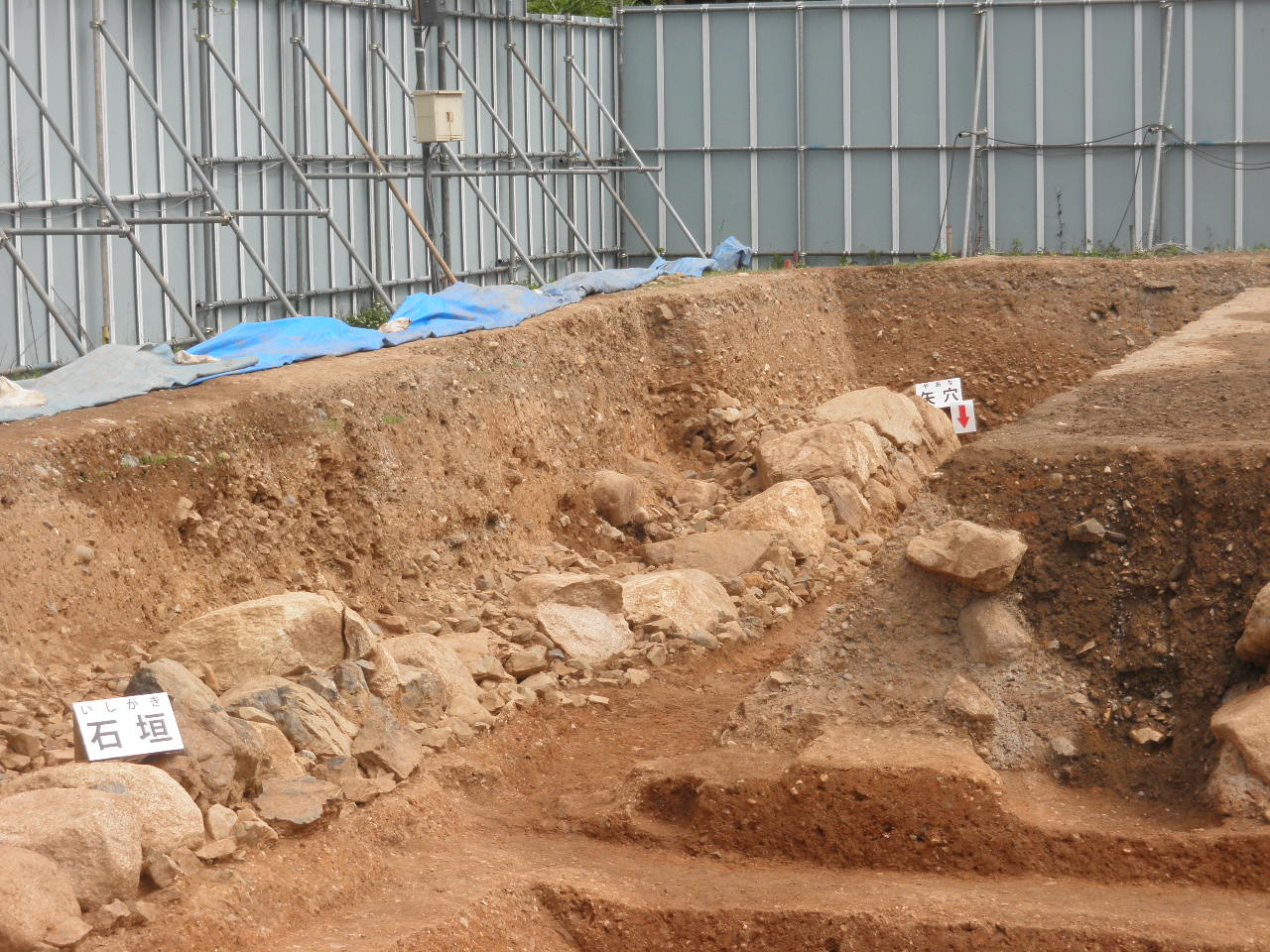
指月伏見城の石垣など

1593年（文禄2年）に入り明との講和交渉が動きはじめ、明の使節を迎え日本の国威を見せつける目的と、同年8月3日に拾丸（豊臣秀頼）が産まれ、拾丸に大坂城を与えると想定したことで、隠居屋敷は大規模な改修が行われることになった。文禄3年（1594年）10月頃より宇治川の流路を巨椋池と分離して伏見に導き城の外濠とするとともに、城下に大坂に通ずる港を造り、巨椋池の中を縦断する小倉堤を築きその上に新道を通して奈良街道とするなど大規模な土木工事が行われた。また宇治橋を移して指月と向島の小倉堤との間に架け豊後橋としたとの伝えもあり、都から大和・伊勢及び西国への人の流れを全て城下に呼びこもうとした意図が窺える。『戦国の堅城』によると「交通の要衝を管制する政治・軍事施設として築城された。本拠である大坂と朝廷に影響力を行使する聚楽第（甥で関白の秀次が所在）の間に位置する城として、二元統制を行う秀吉に大変好都合な場所である」としており、隠居屋敷は大坂城に付随する隠居用の屋敷から秀吉の本城へと意図を変えたと考えられる。
築城は1594年（文禄3年）から本格的に始まり、普請奉行に佐久間政実が任命され、石材は讃岐国小豆島から、木材は土佐国、出羽国からも調達され、同年4月には淀古城から天守、櫓が移建された。同年10月には殿舎が完成し、翌1595年（文禄4年）に秀次事件が起きると、同年7月には破却された聚楽第からも建物が移築され、宇治川の対岸にある向島にも伏見城の支城、向島城が築城された。
また、1594年（文禄3年）末より城下町の整備も行われた。「今日惣之屋敷割、浅弾、民法、増右、長大、山橘、我等躰に仰付けられ候」（『駒井日記 文禄二年閏九月二十六日条』）とあり、浅野長政、前田玄以、増田長盛、山中長俊の家臣団屋敷、大名屋敷があった。
翌文禄5年（1596年）閏7月12日深夜から13日にかけて地震が起こった。このころ近畿地方は大小の地震が頻発しており、豊臣秀吉も「なまつ大事」とし伏見城の地震対策に力を入れていたが、のちに「慶長伏見地震」と呼ばれることになるこの地震はそれを上回る大地震となり、天守の上二層が倒壊する大きな損害を受けた。『慶長記』によると明使節は閏7月18日、つまり慶長伏見地震から6日後に馬揃えを行う予定だったが中止となった。この時豊臣秀吉は伏見城におり、『当代記』によると女﨟73名、中居500名が死亡したが豊臣秀吉は無事で、建物としては台所施設が健在だったらしくそこで一晩をすごした。夜が明けて指月伏見城から北東の1kmにある高台、木幡山に仮の小屋を造り、豊臣秀吉もそこで避難生活を送っている。この地が木幡山伏見城となる。なおこの災害を契機としてこの年10月27日には「慶長」に改元された。

### 木幡山伏見城時代

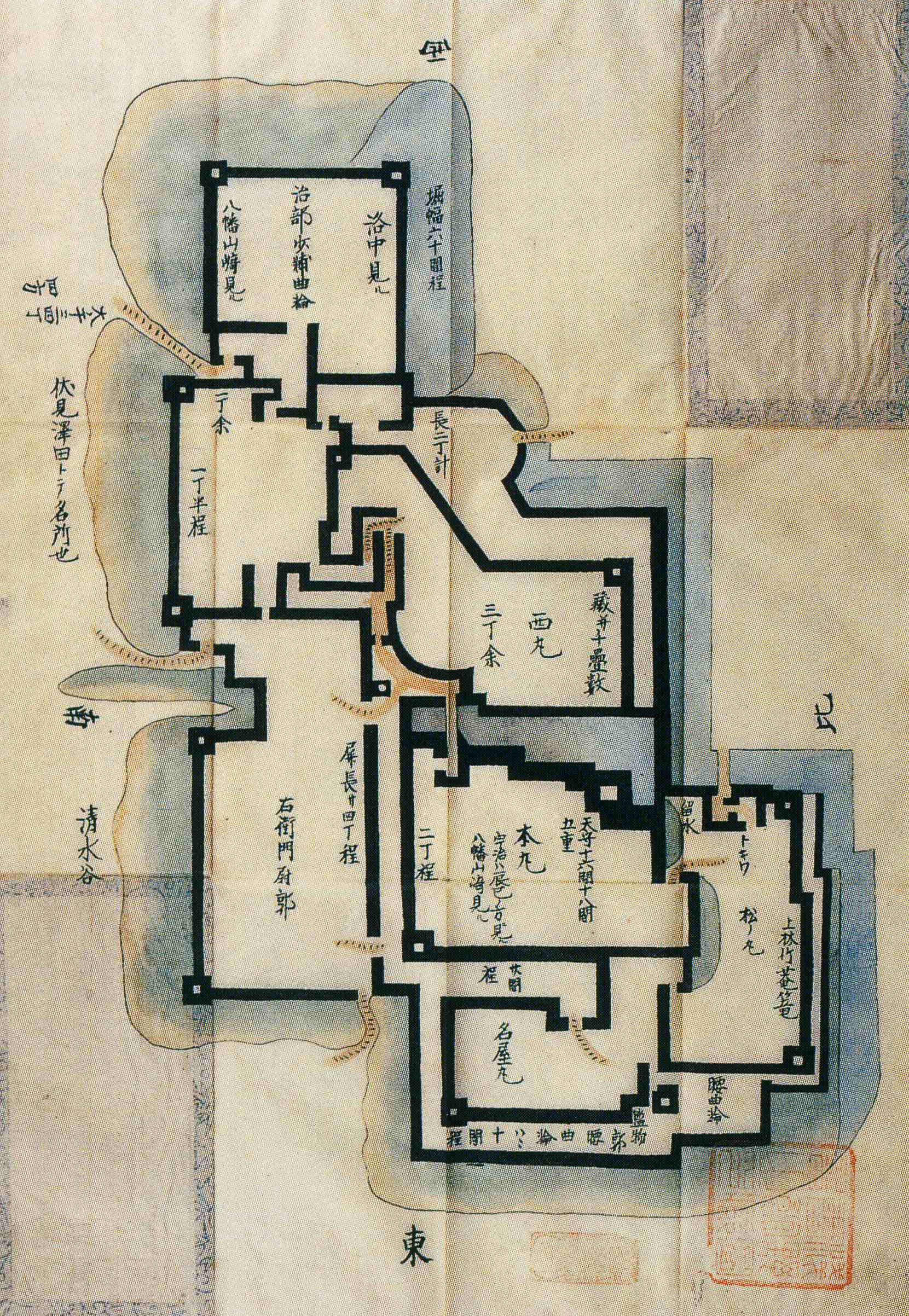
山城国伏見城諸国古城之図/浅野文庫所蔵

伏見城は大きな地震に見舞われたが火災は起きなかったようで、櫓や殿舎の木材などが再利用可能で、「十四日、伏見山山頂に御縄張仰せ付けられ、奉行衆罷り超す」（『当代記』）とあり地震が起きた2日後、同年閏7月15日には木幡山伏見城の作事が着手されている。本丸が完成したのは同年10月10日であった。『城と秀吉』によると、「こうしたスピードは、建設資材のかなりの部分が再利用されたからこそ可能だったものと思われる」とし再利用による築城の速さを指摘している。ただ作事に先立ち大規模な普請（土木工事）が必要だから、この早さにはそれ以前に木幡山移転計画があり、普請がすでに始まっていて作事も着手されていたとの推測も可能で、実際、文禄3年1月の日付を持つ木幡山城の縄張り図も残る。慶長2年（1597年）5月には天守閣と殿舎が、更に同年10月には茶亭が完成した。築城が終わった伏見城は、本丸の西北に天守閣があり、西方に二の丸、北東部に松の丸、南東部に名護屋丸、曲輪下には三の丸、山里丸等の曲輪を配し、出丸部分を加えると12の曲輪が存在した。『城と秀吉』では「名護屋城の縄張りに類似しており、これが秀吉好みの曲輪配置だったのではなかろうか」としており、伏見城と名護屋城の類似性について指摘している。この時期伏見城の築城と並行して、名護屋城の築城、方広寺大仏殿（京の大仏）建設、大坂城の三の丸と惣構え、そして聚楽第の破却等が行われていた。この事に対して『秀吉の城』によると「土木工事に費やした労力と財力は想像をはるかに超える莫大なものであったろう」と、この時に豊臣秀吉が費やした普請について論評している。
慶長2年（1597年）5月に天守閣が建設された時に豊臣秀吉が移ってくる。「五日大雨、伏見御城殿守ノ丸へ昨日御移徙」（『義演准后日記』）と登城の様子が窺える。豊臣秀吉は大坂城と伏見城を行き来していたが、晩年は伏見城で過ごすことが多かった。豊臣秀頼と五大老に後事を託し、翌慶長3年（1598年）8月18日伏見城で没した。在城期間は4年であった。

### 徳川家康時代

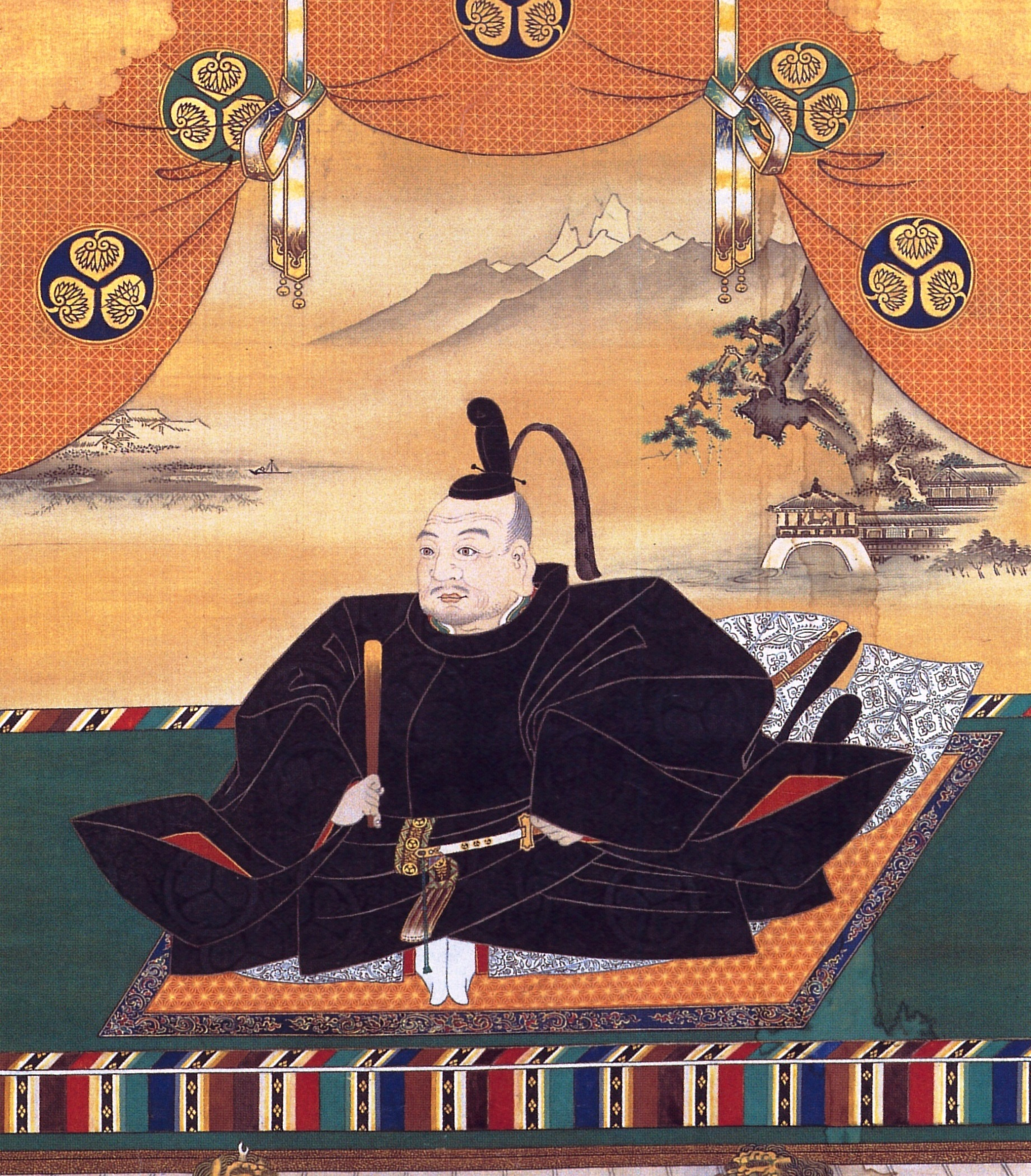
徳川家康像/大阪城天守閣蔵

豊臣秀吉の遺言より豊臣秀頼は翌慶長4年（1599年）正月に大坂城へ移り、五大老の一人である前田利家が同年3月3日に病死、徳川家康は石田三成を同年3月10日に佐和山城へ追放すると、同年3月13日に留守居役として入城する。その徳川家康も同年9月には大坂城に移った。この時の様子を、「諸大名悉く大坂へ家居以下引越され候、伏見の儀は荒野に罷り成る可き躰に候」（『島津義弘書状』）と島津義弘は伝えている。徳川家康が大坂城に移ると伏見にあった大名屋敷のほとんどが大坂に移ってしまい、伏見城の城下町は荒廃していく様子が記されている。

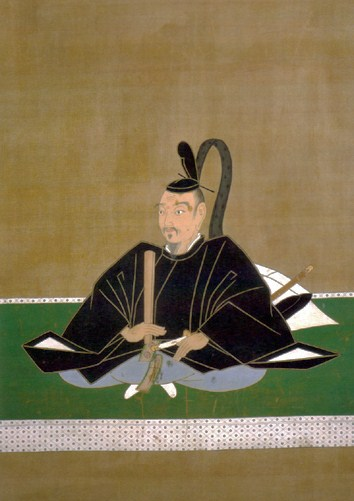
鳥居元忠肖像/常楽寺蔵

徳川家康は翌慶長5年（1600年）6月、会津征伐に向かった。この間に、小早川秀秋、島津義弘連合軍は鳥居元忠が城代となっている伏見城を4万の兵で攻城、同年8月1日炎上、落城した。
このとき、石田三成は城内の建物をことごとく焼き払ったと書状に記している ことなどから、秀吉時代の主要建築はすべて焼亡したと考えられる。
なお、『城と秀吉』では、京都や宇治の複数の寺に、落城の際に自刃した徳川家家臣の血がついた床板を天井に転用したと伝わる「血天井」が存在することを根拠に、全建物が焼失したわけではなかったとしているが、これらの天井が伏見城の床板であった証拠や血痕とされるシミが血によるものである裏付けなどについては示されていない。

### 徳川家康再建時代

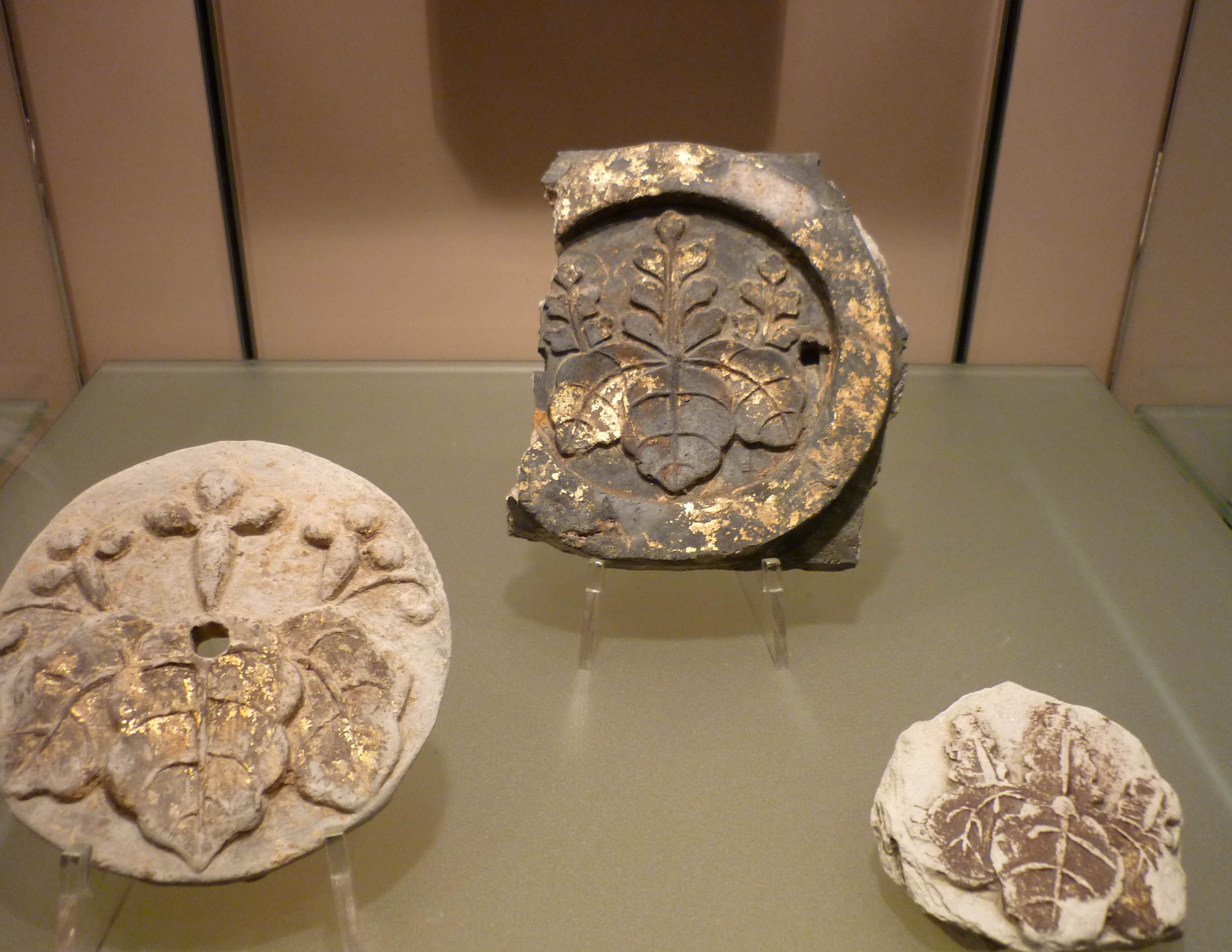
伏見城下町から出土した桐文金箔瓦/京都市埋蔵文化財研究所蔵

関ヶ原の戦いで勝利した徳川家康は翌慶長6年（1601年）3月に入城し、伏見城の再建と二条城の築城を開始する。翌慶長7年（1602年）6月には藤堂高虎が普請奉行に起用され、同年末頃にはほぼ再建がなり、同年12月には伏見城に帰城した。再建は木幡山伏見城の縄張を踏襲したが、弾正丸、大蔵丸、得善丸、御花畑山荘と呼ばれている北西部の曲輪群とそれを取り巻く堀は放棄された。また石垣も新たに築き直され、天守台も本丸北西端から本丸内北寄に移動した。再建された建物の瓦には豊臣家の家紋、桐紋が使われていた。このころより大坂城に移っていた大名屋敷が伏見城に戻ってきたが、関ヶ原の戦い直後に城下町は焼き払われており、跡地が東西両軍の大名に与えられたと考えられている。
翌1603年（慶長8年）徳川家康は、伏見城で征夷大将軍の宣下を受ける。以後三代徳川家光まで伏見城で将軍宣下式を行っている。慶長10年（1605年）3月、徳川家康は伏見城で朝鮮使節と会見し、文禄・慶長の役で関係が悪化していた朝鮮と和議を成立する。同年御殿建設に伴い、徳川家康も本丸から西の丸に移り、更に二条城に移るが、本丸部分が完成する同年8月20日には伏見城に帰城する。新しくなった御殿で徳川秀忠の将軍宣下が執り行われた。その後も作事は続けられたが、駿府城の改築により、翌1606年（慶長11年）頃には伏見城の作事も停止され、器材や屋敷も駿府城へ運ばれていった。家康が駿府城へ移った後は、慶長12年に松平定勝が城代となり、また大番等による在番や定番が行われた。

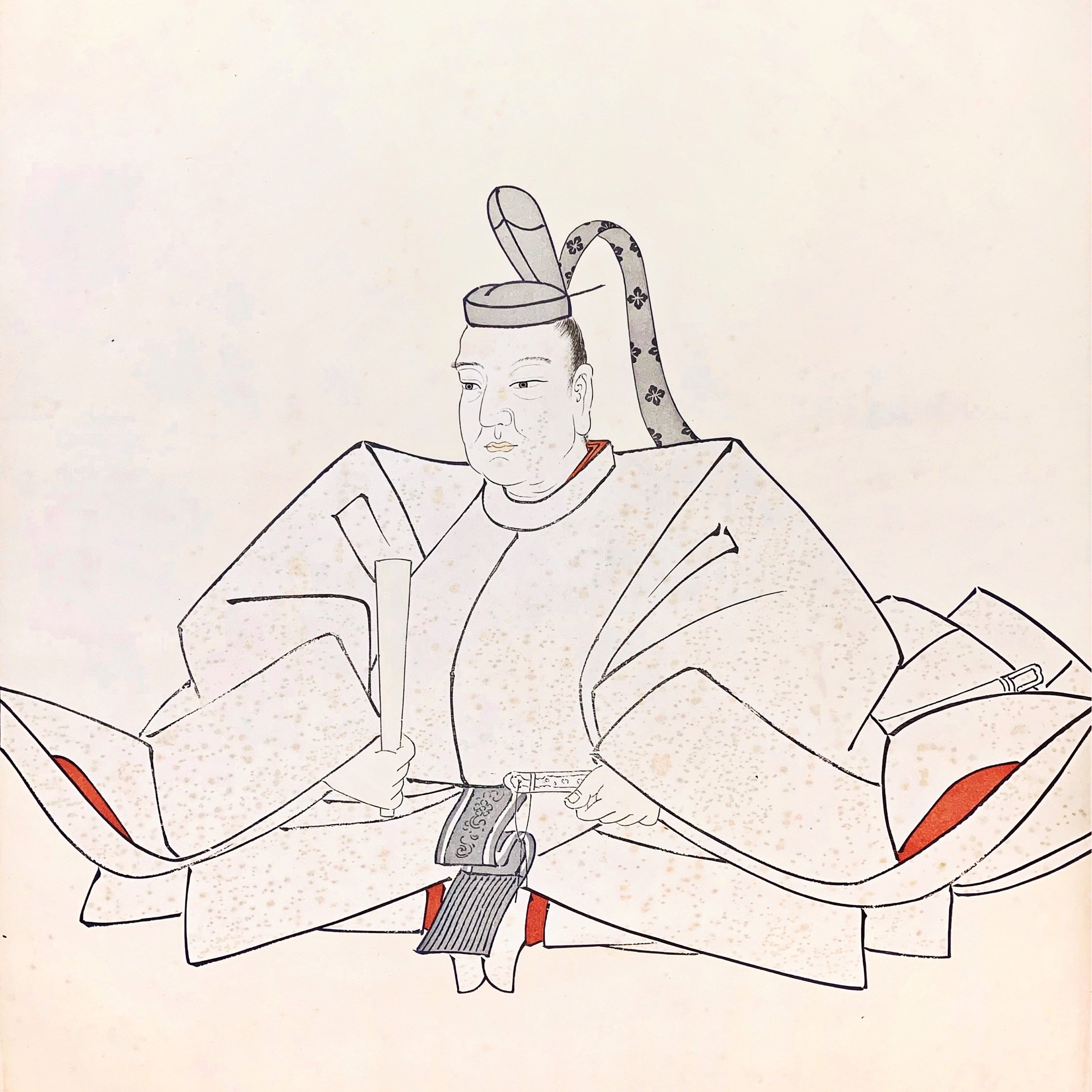
徳川家光像/個人蔵

大坂の陣後、しばらくは二条城が将軍参内時の宿舎、伏見城が居館用として利用され続けていたが、一国一城令の主旨からも両城を維持するのは困難とし、1619年（元和5年）には伏見城の廃城が決まり、翌年から城割りが始まった。元和9年（1623年）7月16日、徳川家光の将軍宣下が実施されたが、｢先年破壊残りの殿閣にいささか修飾して御座となす｣(『徳川実紀』)とあり、本丸部分に若干の修復をし将軍宣下が執り行われた。その後完全な廃城となった。伏見城の天守は二条城に、また多くの建物は福山城・淀城に吸収され、それ以外にも全国各地に移築された。

徳川家康は征夷大将軍就任後、江戸城と伏見城を行き来していたが、『城と秀吉』によると「在城期間を累計すると伏見城のほうが多いのではなかろうか」とし、また『近畿の城』では「江戸幕府も初期のころ「伏見幕府」といってよい」としており、初期段階の徳川幕府に於ける伏見城の重要性を指摘している。
| 第1期                                | 第2期                               | 第3期                                | 第4期                                | 第5期                                |
| ------------------------------------ | ----------------------------------- | ------------------------------------ | ------------------------------------ | ------------------------------------ |
| 豊臣秀吉の隠居屋敷の造営             | 豊臣秀吉の指月の岡と向島築城        | 豊臣秀吉の木幡山築城                 | 徳川家康の木幡山築城再築             | 徳川秀忠、家光の改修・破却           |
| 1592年（文禄元年）-1593年（文禄2年） | 1594年（文禄3年）-1595年（文禄4年） | 1596年（慶長元年）-1600年（慶長5年） | 1600年（慶長5年）-1606年（慶長11年） | 1607年（慶長12年）-1623年（元和9年） |

### 廃城後

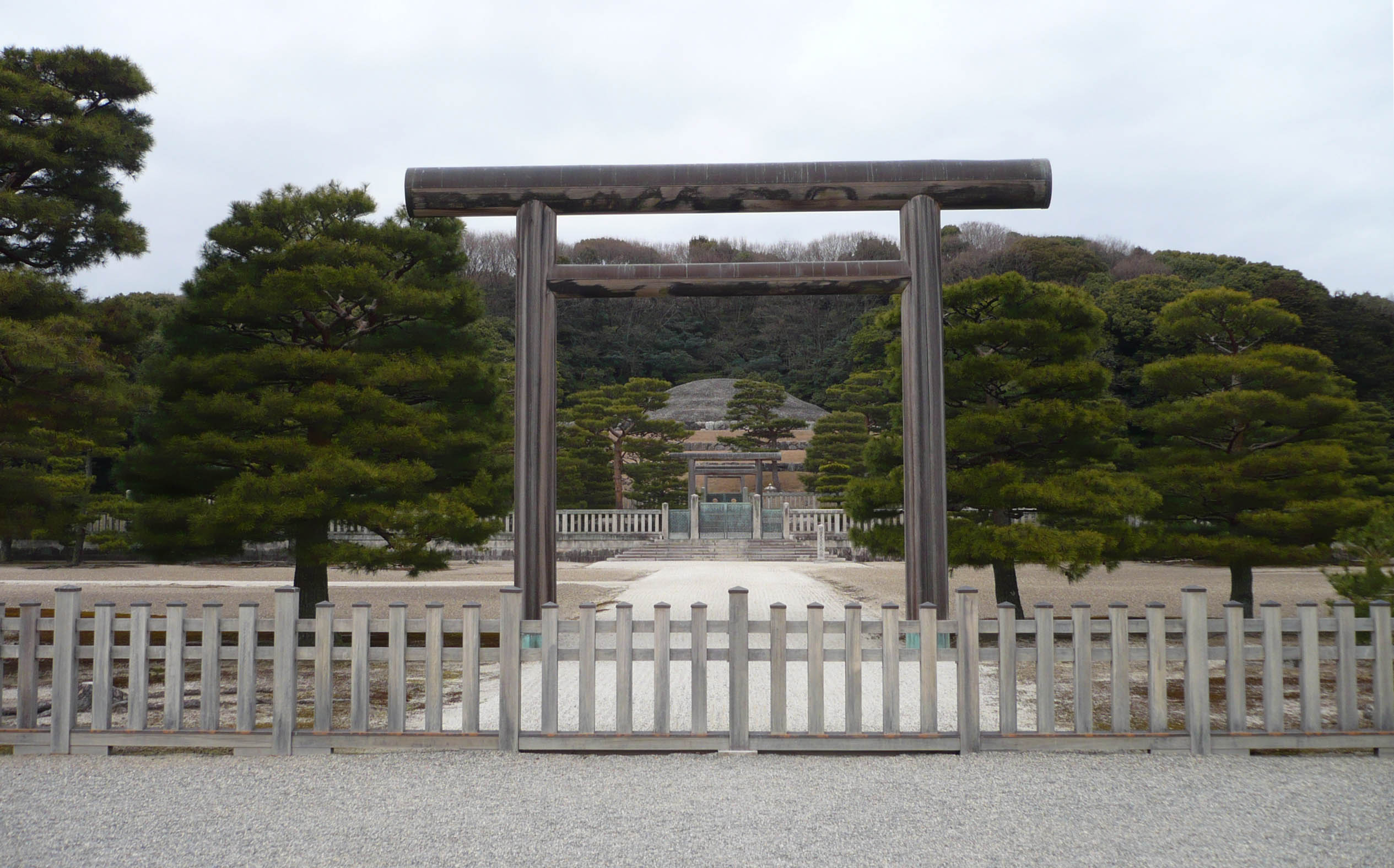
伏見桃山陵の拝礼

伏見廃城に伴い、元和9年12月（1624年1月）には、小堀遠州が伏見奉行に任ぜられる。寛永9年（1632年）、清水谷にあった奉行所と六地蔵西町の小堀遠江守屋敷を、常磐町の富田信濃守屋敷跡に移転新築。のちの奉行所も幕末までその屋敷に置かれることになる。そして元禄時代には、城跡一帯が開墾され桃の木が植えられて桃山と呼ばれたことから、後に伏見城の通称として桃山城と呼ばれる由来となった。なお、開墾にたずさわった一族の末裔は、吉村酒造蔵元の吉村家と伝えられている。
伏見城跡は伏見奉行所の管理とされ幕末まで立入禁止となっていたらしいが、本丸跡などの主郭部分はのちに明治天皇の陵墓（伏見桃山陵）とされたことから現在も無許可での立入りが禁じられている。2009年2月20日、宮内庁の許可を得た日本考古学協会によって伏見桃山陵の本格的な調査が行われ、敷地内に4–5メートルの盛り土がなされていることが判明したが、城郭を記した歴史的文献には存在しないものであることから、未発見の古墳ではないかともいわれている。
また、伏見城花畑跡は1964年（昭和39年）に遊園地「伏見桃山城キャッスルランド」が建設され、園内には洛中洛外図に描かれた伏見城を参考にして5重6階の大天守と3重4階の小天守、櫓門などを伴った模擬天守が6億円（当時の金額）をかけて鉄筋コンクリート構造で造られた。2003年1月、同遊園地は経営母体である近鉄によるリストラの一環で閉園したが、模擬天守は京都市民の運動によって伏見のシンボルとして保存されることとなり無償で京都市に贈与 されたほか、敷地を含めて同市により伏見桃山城運動公園として整備された。ただし、模擬天守については耐震基準を満たしていないことから内部非公開となっており、バリアフリー対応などを含め改修に数億円かかるとされることや運動公園内の施設であることなどから具体的な活用予定が決まっていない。2007年10月、映画『茶々 天涯の貴妃』撮影のため東映が約1億円を負担し、望楼の下に虎の装飾がなされたほか、鯱を金色に塗り替えるなど大坂城に見立てた改修がなされ、これらの装飾は撮影終了後も同年内はそのままとなっていた
2014年（平成26年）9月には復興天守築城50周年で記念行事が開催された。

2017年（平成29年）11月に行われた「第4回伏見お城まつり」にて、京都市に譲渡されてから初めて、大天守閣の1階のみ特別公開された。

2018年（平成30年）の大阪府北部地震では復元天守の屋根瓦が落ち、平成30年台風第21号では正門が倒れ鯱が落ちるなどの被害が出た。

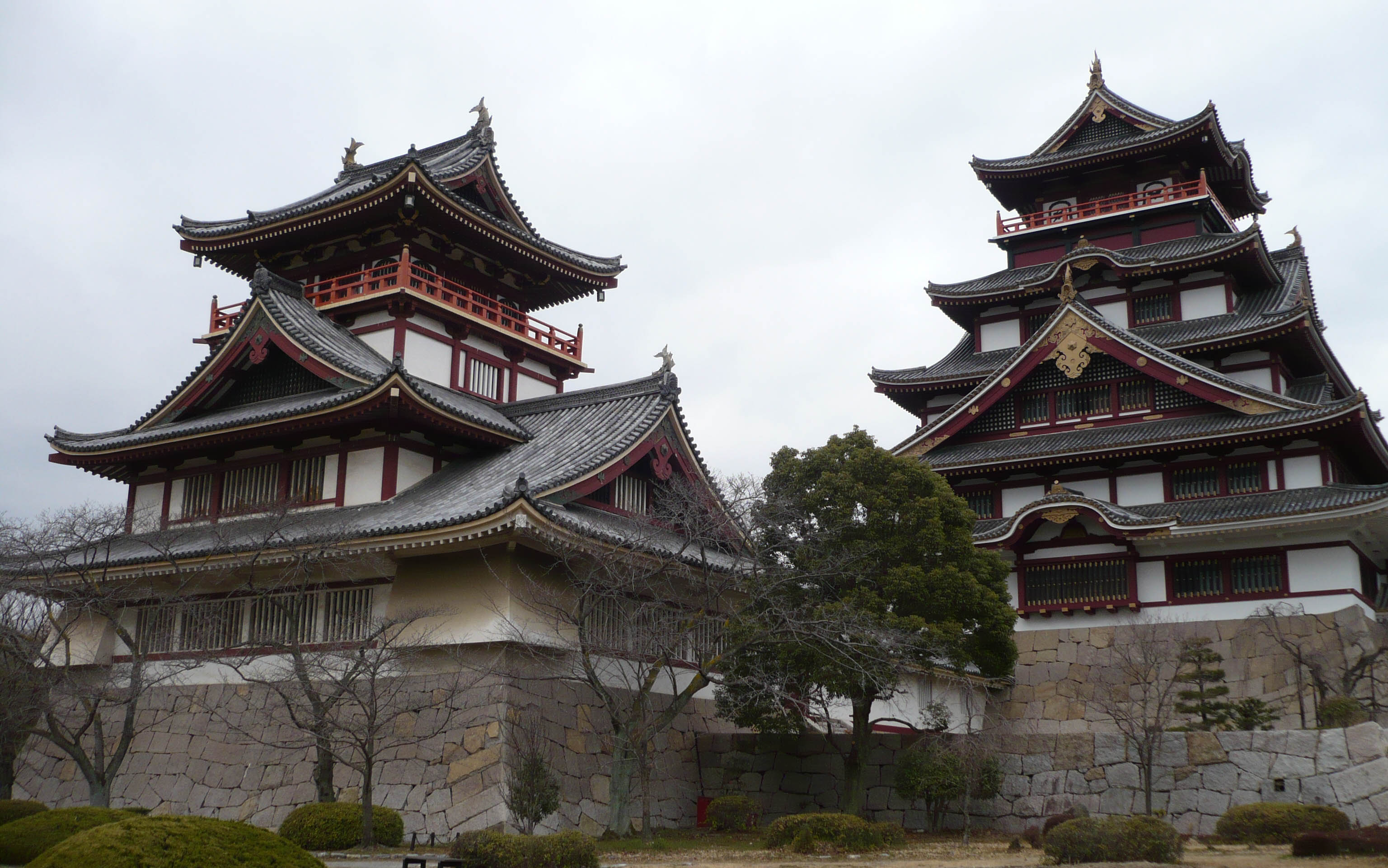
模擬天守と小天守
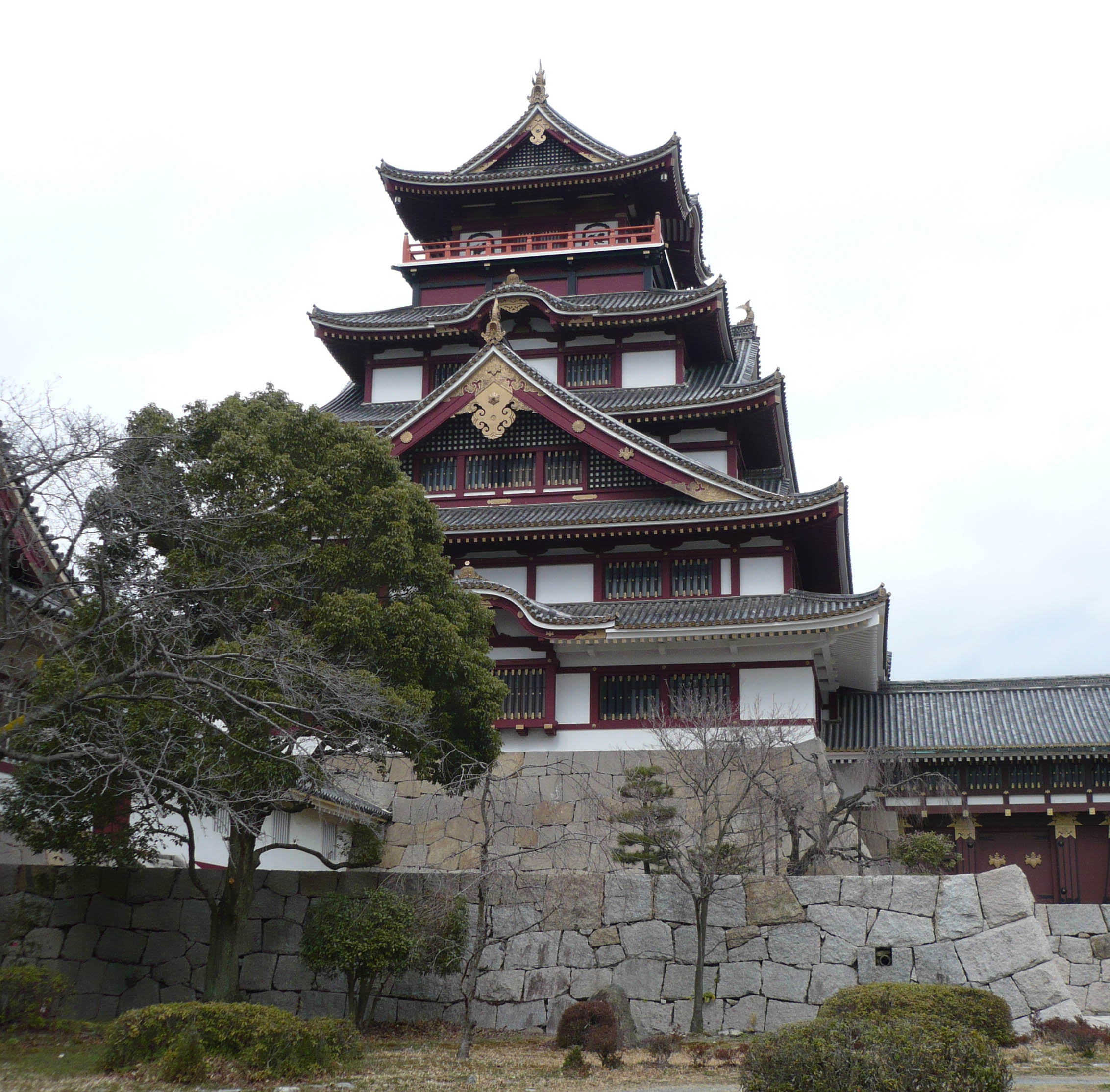
模擬天守
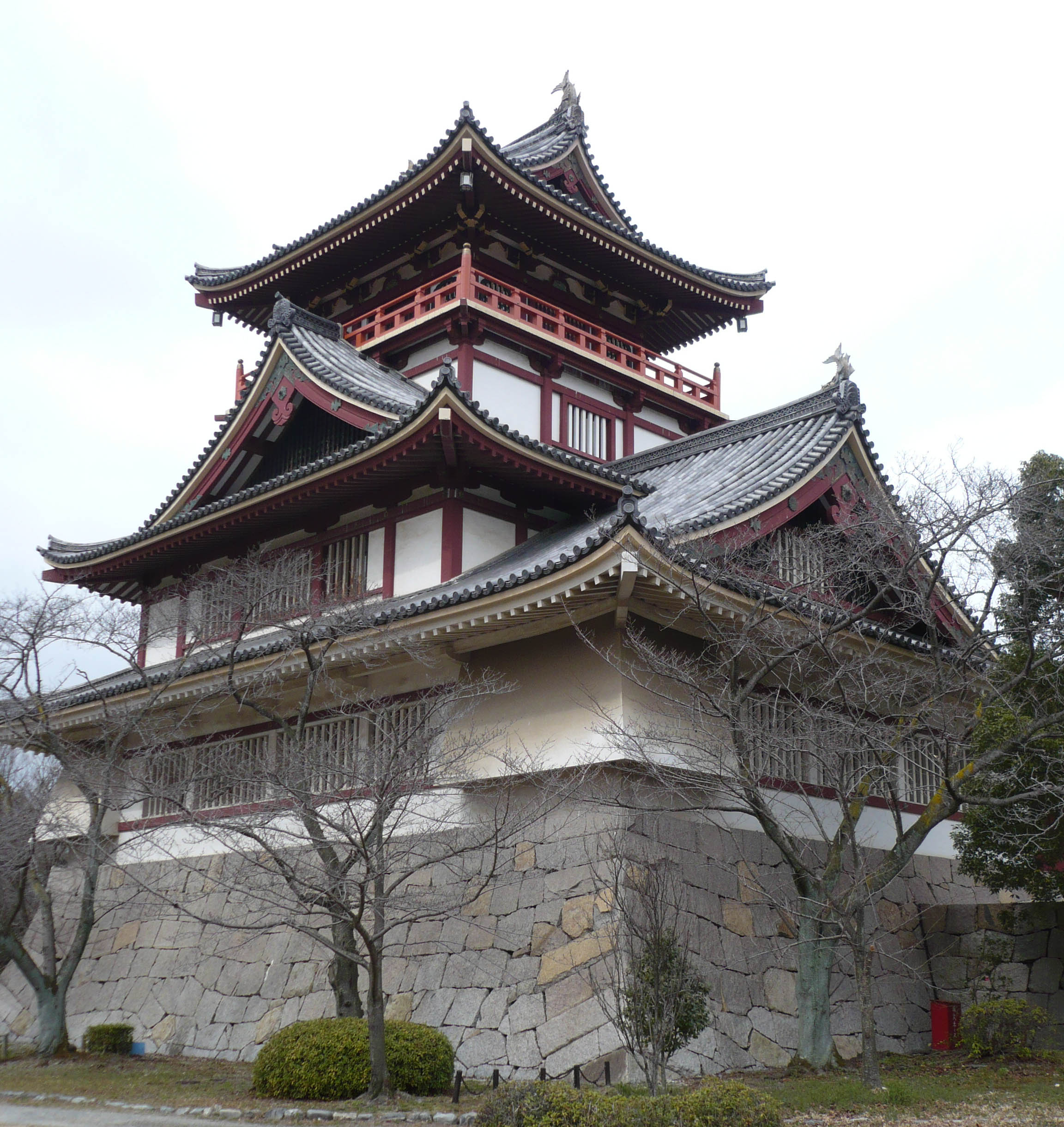
小天守
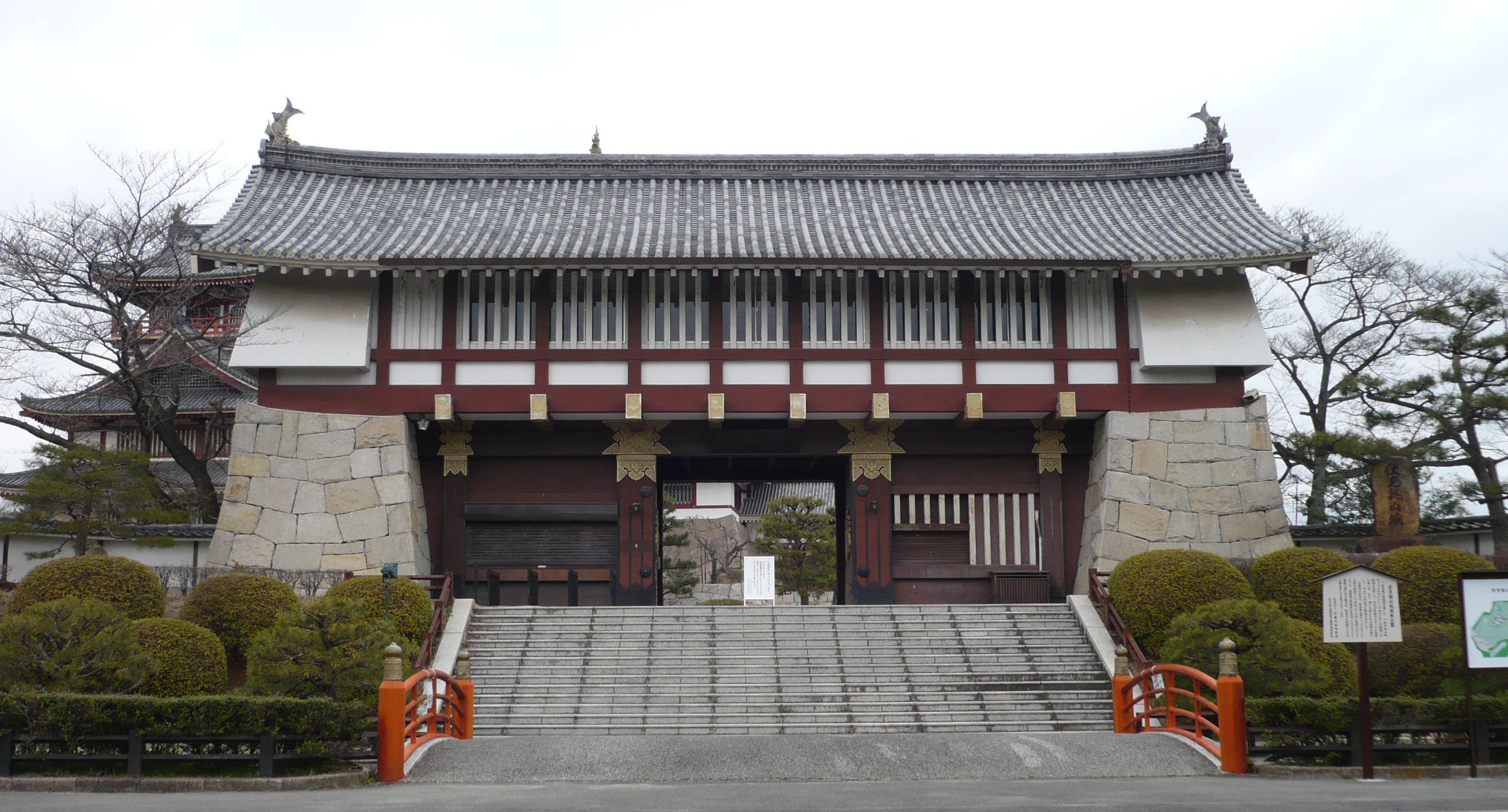
模擬大手門

## 城郭

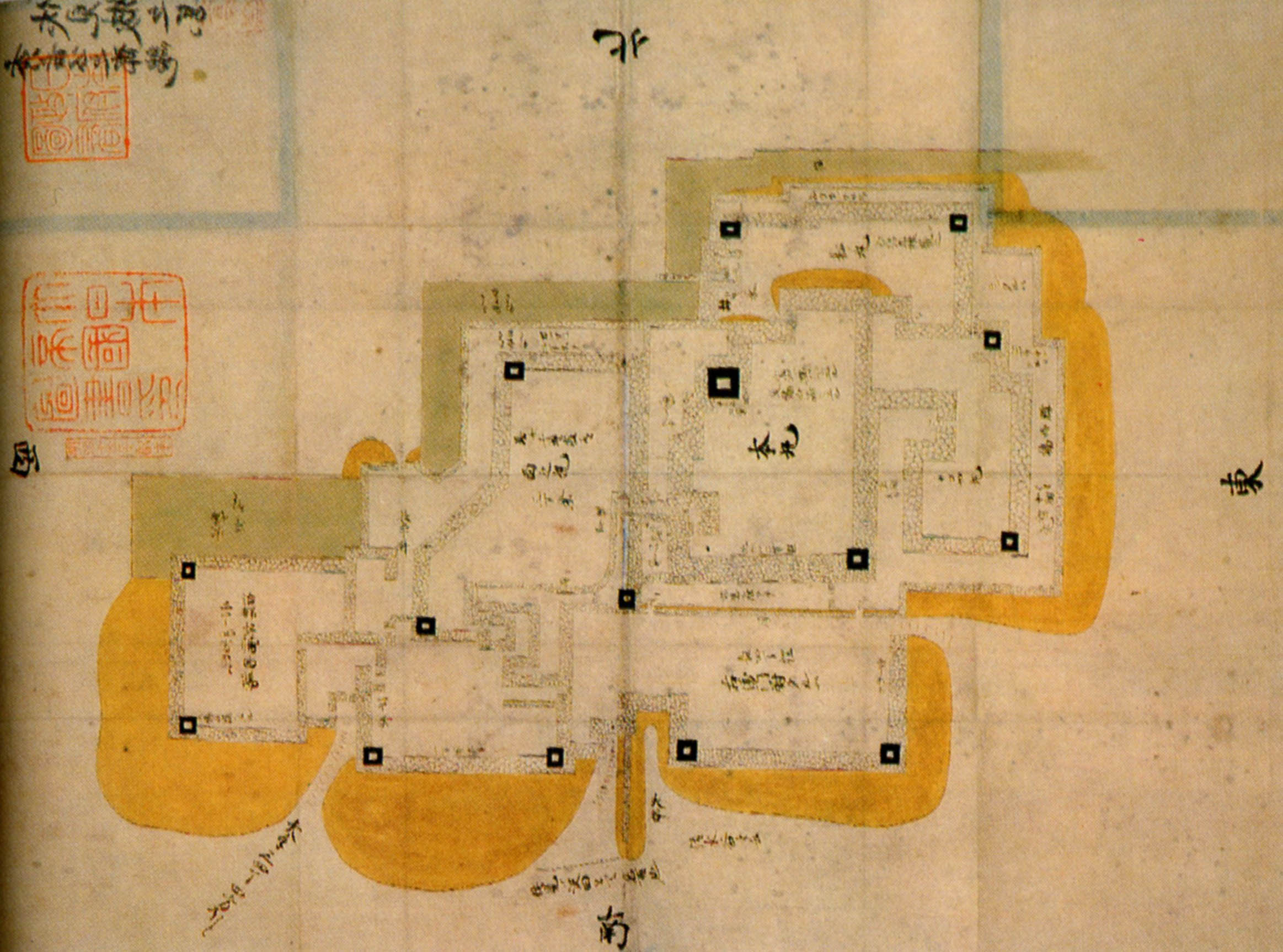
伏見城縄張図/内閣文庫蔵

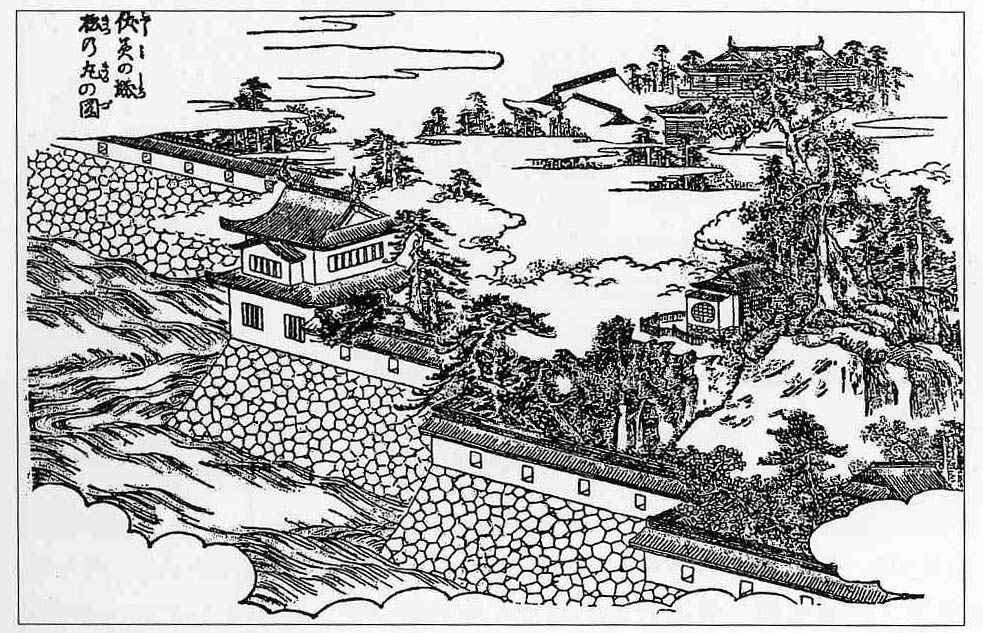
伏見の城 松の丸の図/絵本太閤記

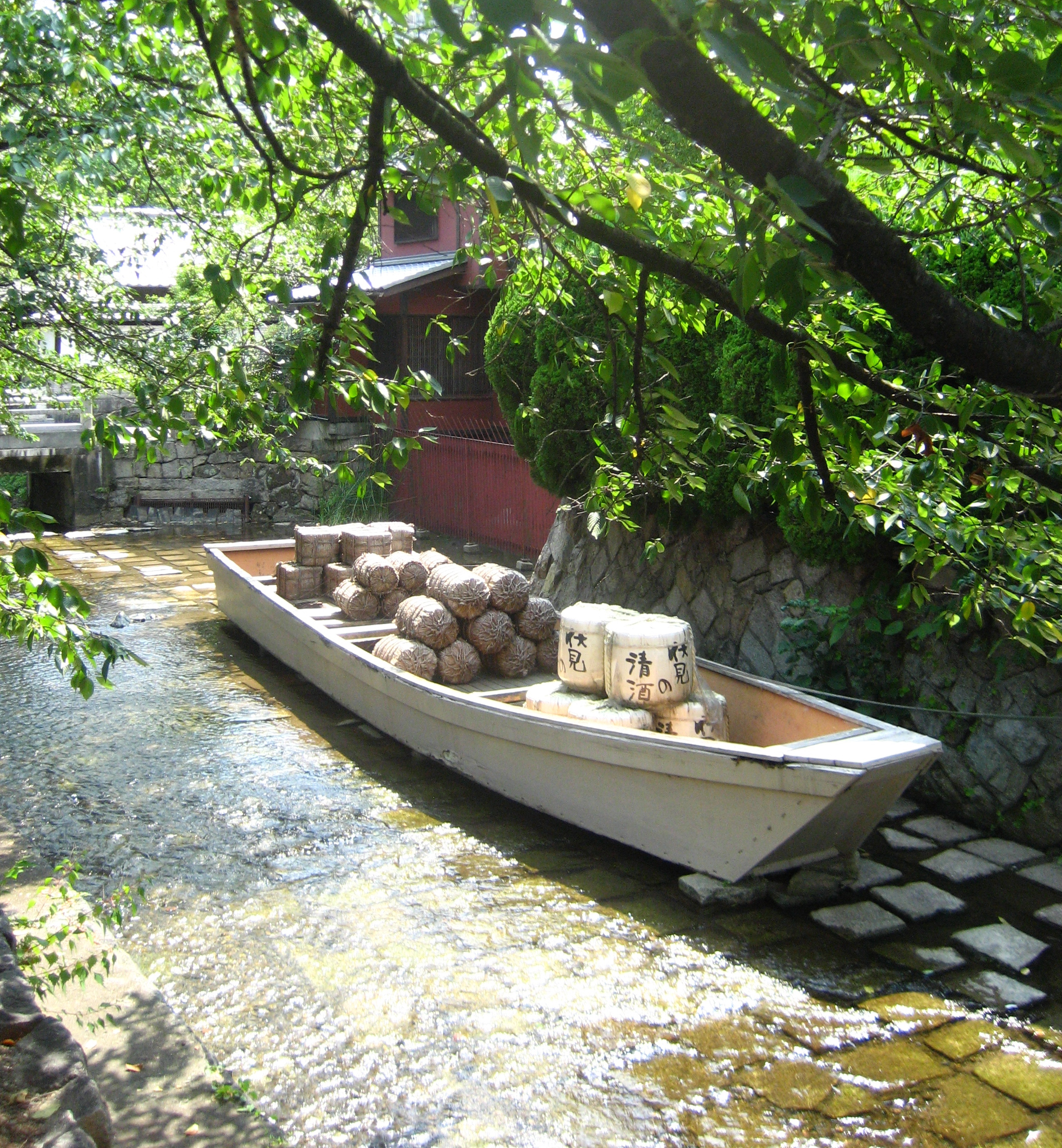
河川を航行する高瀬舟/復元船

現在の城跡は江戸時代初期に破却され、その後明治時代に宮内省の御料地とされ、明治天皇桃山陵、昭憲皇太后桃山東陵となったため、遺構調査も容易ではなく、年代によっては史料が不明な点も多いが、推定復元は試みられている。
「伏見指月城がどのような縄張りだったのかについてはくわしいことはわからない」とし、指月伏見城がどのような城だったかは不明と指摘されている。また「伏見城築城工事に動員された人員の数が指月の面積に対して多すぎる事、発掘調査によっても堀等が検出されなかった丘陵北側の防備が弱い事、当時の文献で「指月」と呼ぶものが1例しかない事等から、伏見城は当初から木幡山一帯を主体部とした」としており、指月伏見城のみに城があったという説を最近の発掘調査などより否定し、木幡山に伏見城の主体があった可能性が指摘されている。しかし最近になって従来指月城があったとされていた場所から秀吉時代のものと思われる石垣が発見されたためやはり指月城は現在の指月の地にあったものと考えられるようになった。推定地はJR桃山駅南側にある市街地となっており、団地などが建っている。

### 縄張り
木幡山伏見城時代の縄張りは、標高約105mの木幡山丘陵一帯に比較的複雑な構造をしている。本丸部分は東西約200m、南北約300mの長方形を基調に、本丸西側には、側室「淀殿」の御殿があった二の丸（西の丸）、北東側には側室「松の丸殿」の御殿があった松の丸、東側には名護屋丸、南側には四丸（増田長政丸）を配して、北側には、本丸から松の丸そして出丸を介して、北側一帯曲輪群（4つの曲輪）と連絡する。更に二の丸の南西側には、側室「三の丸殿」の御殿があった三の丸、そこから北西側には治部少丸（石田三成丸）を配し、その南側に大手が推定されている。治部少丸の間際まで及んでいた内堀は今も部分的に「治部池」として残る。この城の特徴として、城南東部に山里丸、茶亭学問所の空間があり、その先に宇治川と繋がる舟入場が設けられていた。また、宇治川により守られる南方部に対し脆弱な北方については、堀と防塁を設けた。堀は現在も「濠川」として伏見の町並みを包むように北から南西に流れている。土塁はほとんどが破壊されたが、わずかに伏見区桃山町丹下の栄春寺境内に残る（高さ約6m、幅20m、長さ約80m）。
なお、指月伏見城時代の様子は、図面の類は皆無、文献も乏しく全く分からない。

### 天守

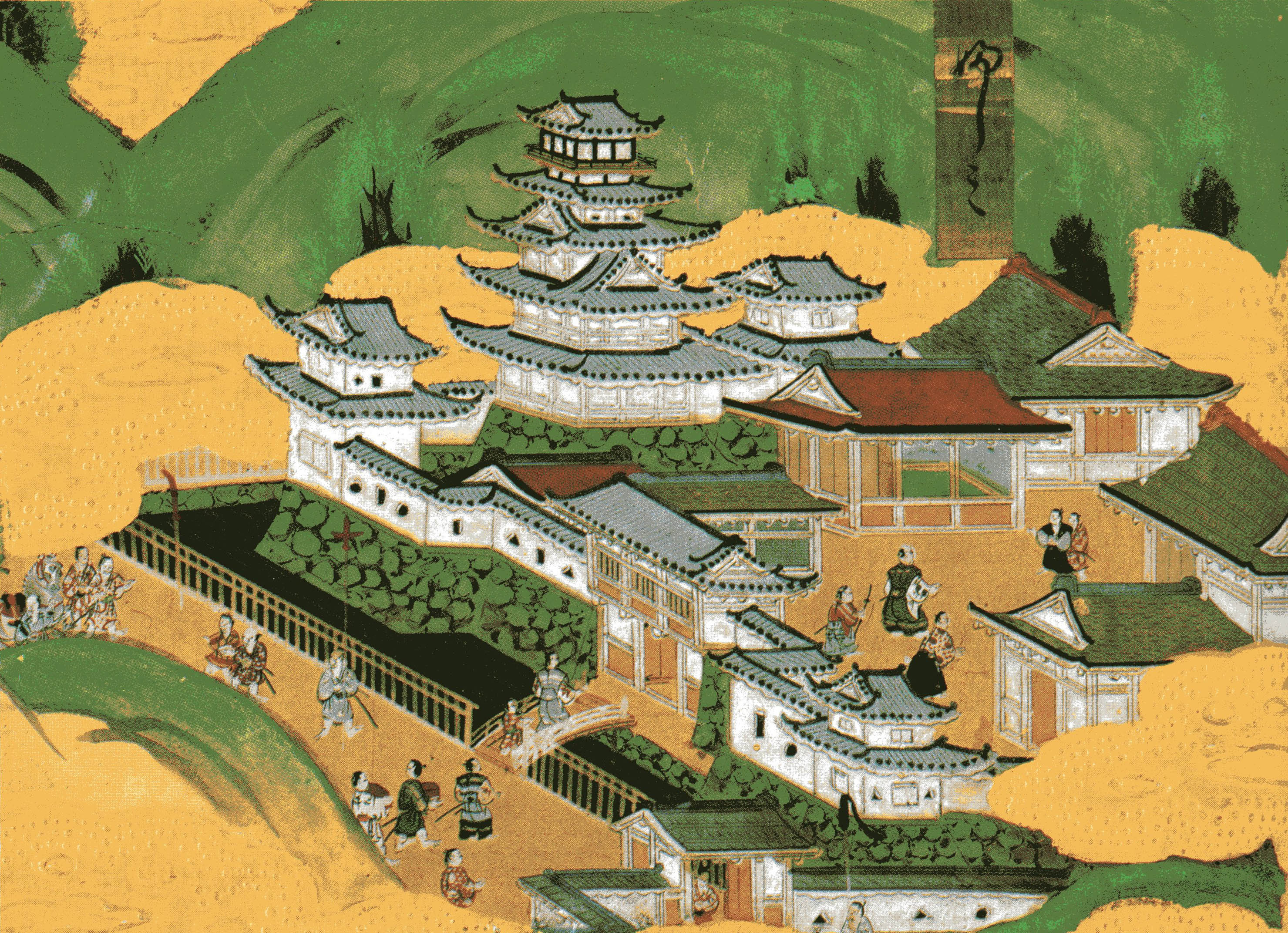
『洛中洛外図』の徳川時代の伏見城

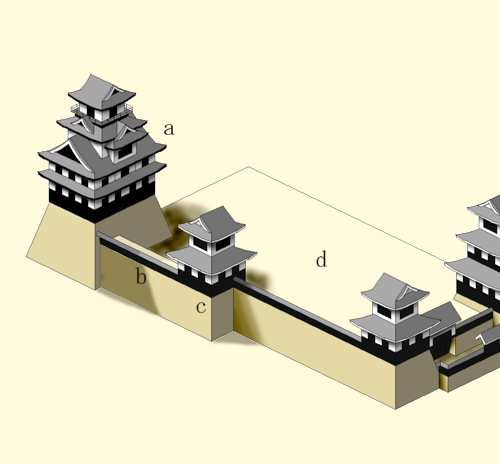
独立式天守の例

徳川期木幡山伏見城の天守は二条城へ移築されたため史料が比較的残っているが、それ以前の天守については不明な部分が多い。
『洛中洛外図屏風』池田本では、徳川期木幡山伏見城のものと見られる天守が白壁の望楼型5重に描かれている。伏見城に移築される以前は、豊臣秀保期大和郡山城の7重天守であったが伏見城へ移築するにあたり5重に改められたといわれている。しかし、大和郡山城の天守については、伏見城へではなく徳川家康によって二条城へ移築されたという説があり、寛永6年（1624年）徳川家光の二条城改修によって二条城旧天守を淀城へ移築する代わりとして伏見城天守は二条城へ移築されたという。この二条城の寛永期天守は寛延3年（1750年）に落雷のため焼失している。
天守台は地形図より本丸の北西部に独立した天守台が残っており、これは徳川家康が再建した天守台である。現在見られている模擬天守は木幡山伏見城の花畑曲輪跡に建てられた。天守、小天守の連結式天守であるが史実との関係はない。

### 建物
建物の具体的な構造は不明だが、文献史料から伏見城の存在が知られる。
第1期伏見城時代不明
第2期伏見城時代天守、大手2階櫓、舟入櫓、矢櫓、一の門、二の門、北之門、大広間、小広間、小座敷、風呂屋、湯殿、水屋、台所、長屋、四畳半数寄屋、二畳半数寄屋、滝之屋敷、二重古塔
第3期伏見城時代天守、月見櫓、千畳敷櫓、大手城門、二階門、二の丸御門、表唐門、松丸の長屋、虎の間、千畳敷き、三間九間座、楊貴妃の間、台所、松丸御座敷、松丸数寄屋、松丸古社、松丸小座敷、四方之御座敷、塔、舟入御殿、学問所、三重塔（比蘇寺塔）
多くの建物があったことが窺える。
またこの城は非常に沢山の金瓦が出土している。金瓦とは瓦の上に漆を塗り、その上に金箔を貼っている。金瓦の種類としては、飾瓦、鐙瓦、宇瓦、鬼鯱瓦、小菊瓦、熨斗瓦がある。城の殿舎だけではなく、城下町にあった大名屋敷にも葺かれていた。京都市埋蔵文化財研究所には出土した金瓦が陳列されている。

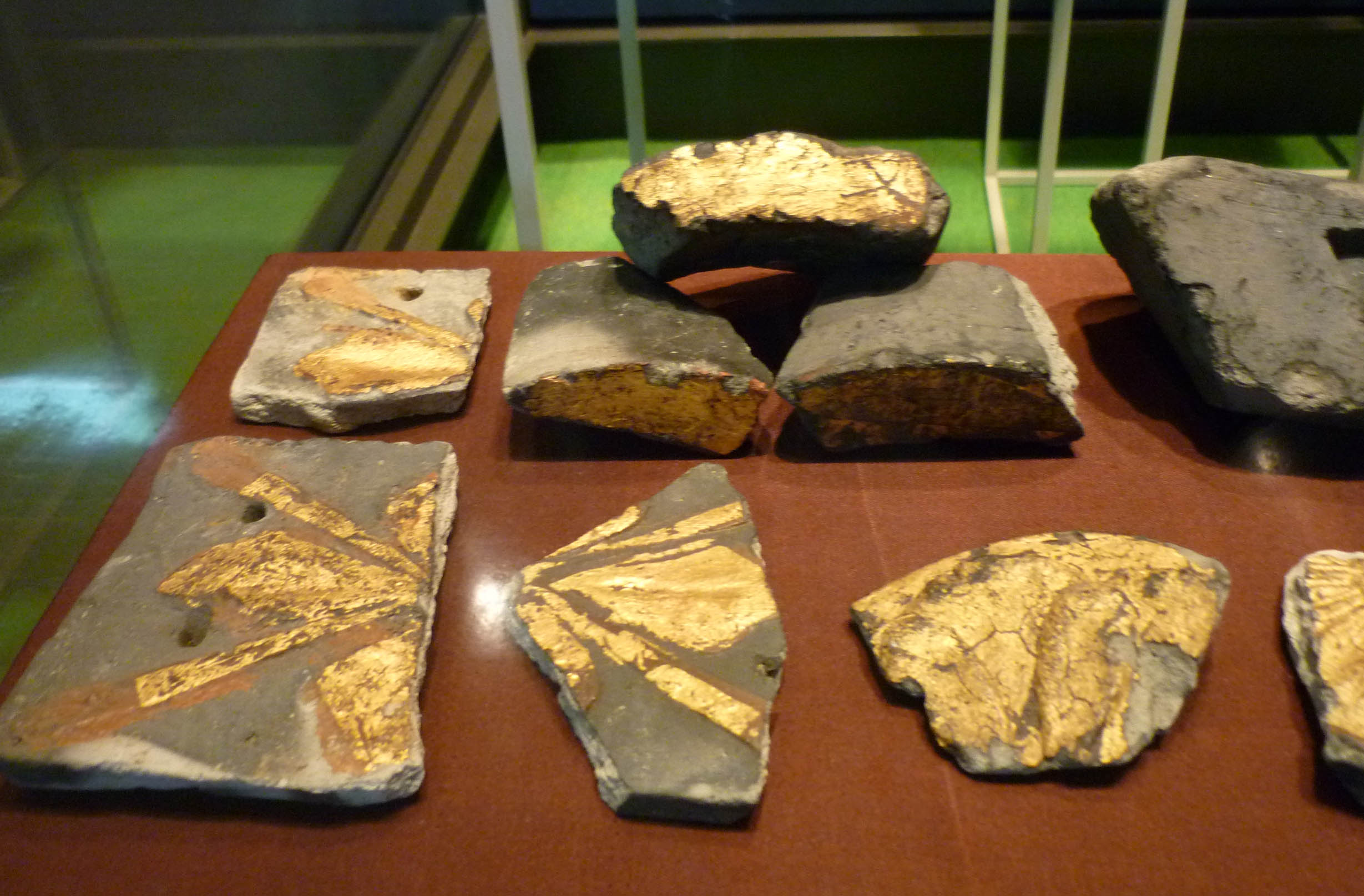
金箔瓦/京都市埋蔵文化財研究所蔵
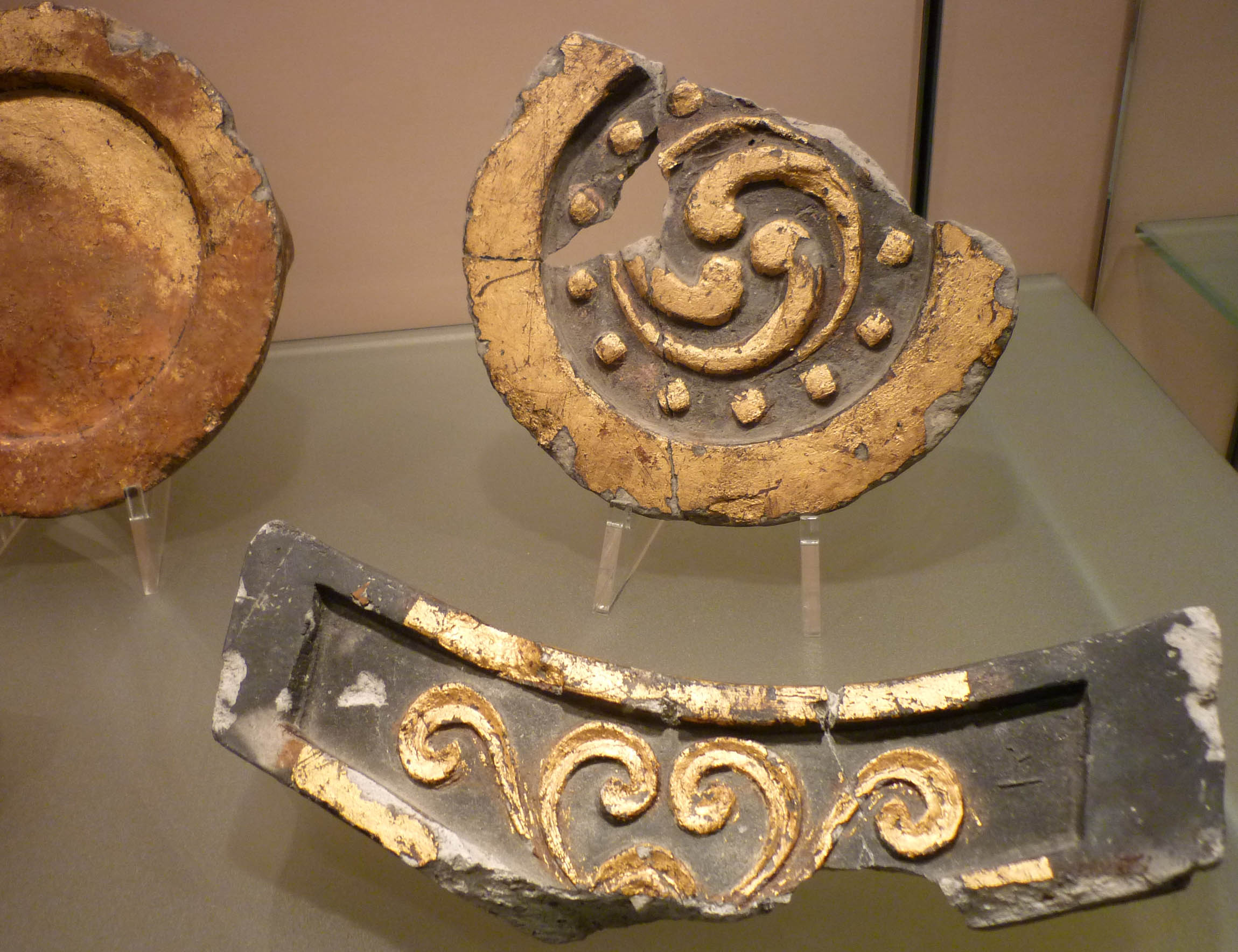
金箔瓦/京都市埋蔵文化財研究所蔵
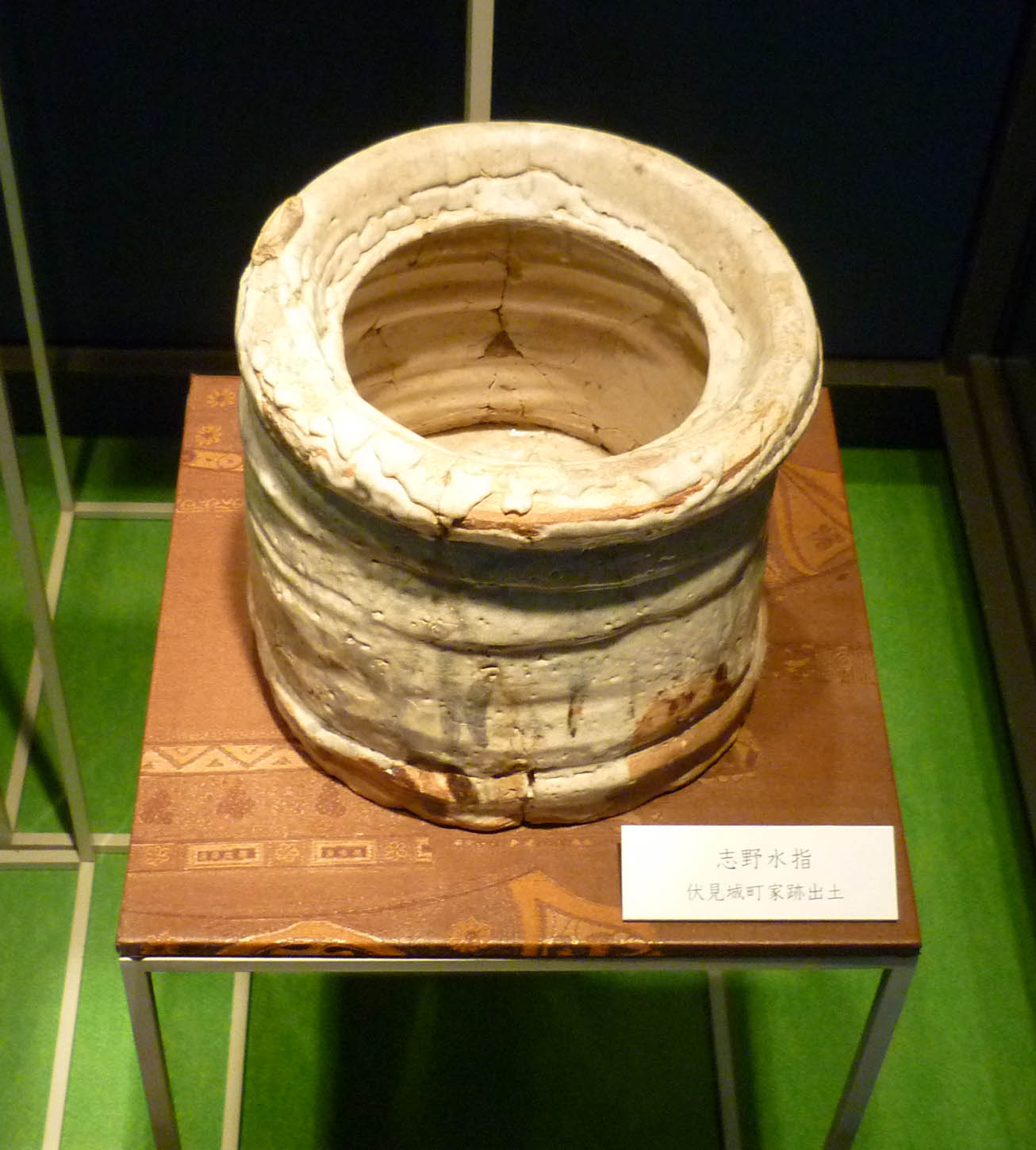
伏見城下町から出土した志野水指/京都市埋蔵文化財研究所蔵

### 城下町
また伏見城の城下町には、大手門から西に伸びる大手筋を基軸として碁盤の目に街路が整備され、現在も「桃山町毛利長門西」など人名の屋敷跡と町名表示が同じであった場所が散見できる（京都市伏見区の町名#旧堀内村も参照）。
| 遠山民部 | 板部岡江雪斎 | 藤堂高虎 | 根来愛染 |
| 山口直友 | 板倉重宗     | 本多正純 | 泰長老   |
| 石田三成 | 徳川家康     | 伊達政宗 | 細川忠興 |
| 福島正則 | 毛利輝元     | 鍋島直茂 | 金森可重 |
| 羽柴長吉 | 筒井定次     | 井伊直孝 | 水野忠鼎 |
| 最上家親 | 長束正家     | 山岡景友 | 生駒親正 |
| 大友義統 | 蜂須賀至鎮   | 浅野長政 | 村上義明 |
| 宮城豊盛 | 杉原長房     | 平野長泰 | 加藤清正 |
| 佐野房綱 | 大島光義     | 前田利家 | 仙石秀久 |
| 谷衛友   | 前野長康     | 山中長俊 | 池田輝政 |
| 島津氏   | 松平氏       | 南部氏   | 関氏     |

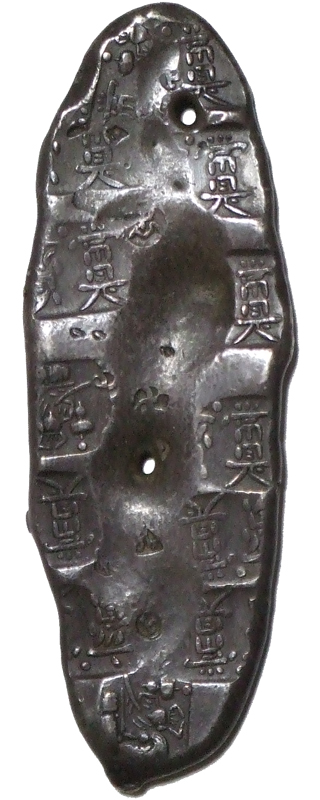
慶長丁銀

これら地名から推察されている屋敷名は、豊臣秀吉時代の家臣団だけでなく、徳川家康の家臣団も含まれているが、大半は豊臣秀吉時代の大名達である。
城下町にはもともと伏見九郷という村落があったが、住民は築城にさいして強制移住させられたと伝わっている。さらに東の六地蔵から西の三栖、北は深草の七瀬川付近、南は宇治川対岸の向島までも城下に取り込み、大きさは東西に約4km、南北に約6kmという広範囲のもので、尾張国中村の住人や、京、大坂、堺、尼崎の職人や商人を居住させた結果、人口は約6万人の大都市が誕生し、一部土塁と堀で囲まれた惣構えとなっていた。『京の城』によると、「後に全国で誕生する城下町の原型になったと考えられます」として、伏見城の城下町が近世城下町の先駆であったと示唆している。また、キリシタン大名の小西行長、黒田長政等は鬼門の方角、東北に集中して屋敷地を与えられている。
城跡に関しては、発掘調査が容易ではないが、城下町に関しては数次の発掘調査が実施されている。1991年（平成3年）に行われた発掘調査では惣構えの濠が発見され、濠は幅34mとなっていた。また北濠でも、幅70mを超える濠跡があり、石垣も検出できた。桃山町伊賀でもV字をした素掘りの濠が見つかっている。『京の城』では「用途と場所に応じて石垣の使用と濠の形を分けていた可能性があります」と指摘している。また他の場所でも、徳川時代の遺構や大名屋敷の門跡や階段跡などが発見されている。
また伏見城下町には、日本はじめての銀座（造幣局）があった（現「銀座町一丁目付近）。徳川家康が直轄としていた鉱山の主要なものとして、石見大森銀山、但馬生野銀山、佐渡金山、伊豆金銀山、常陸金山があげられる。これら主要鉱山を直轄地とするとともに、1601年（慶長6年）、大坂より大黒常是を招きここ伏見の銀座において「慶長豆板銀」「慶長丁銀」の鋳造を開始し、全国統一貨幣として流通させた。この銀座は後に京都（現「京都国際マンガミュージアム」付近）に遷された。

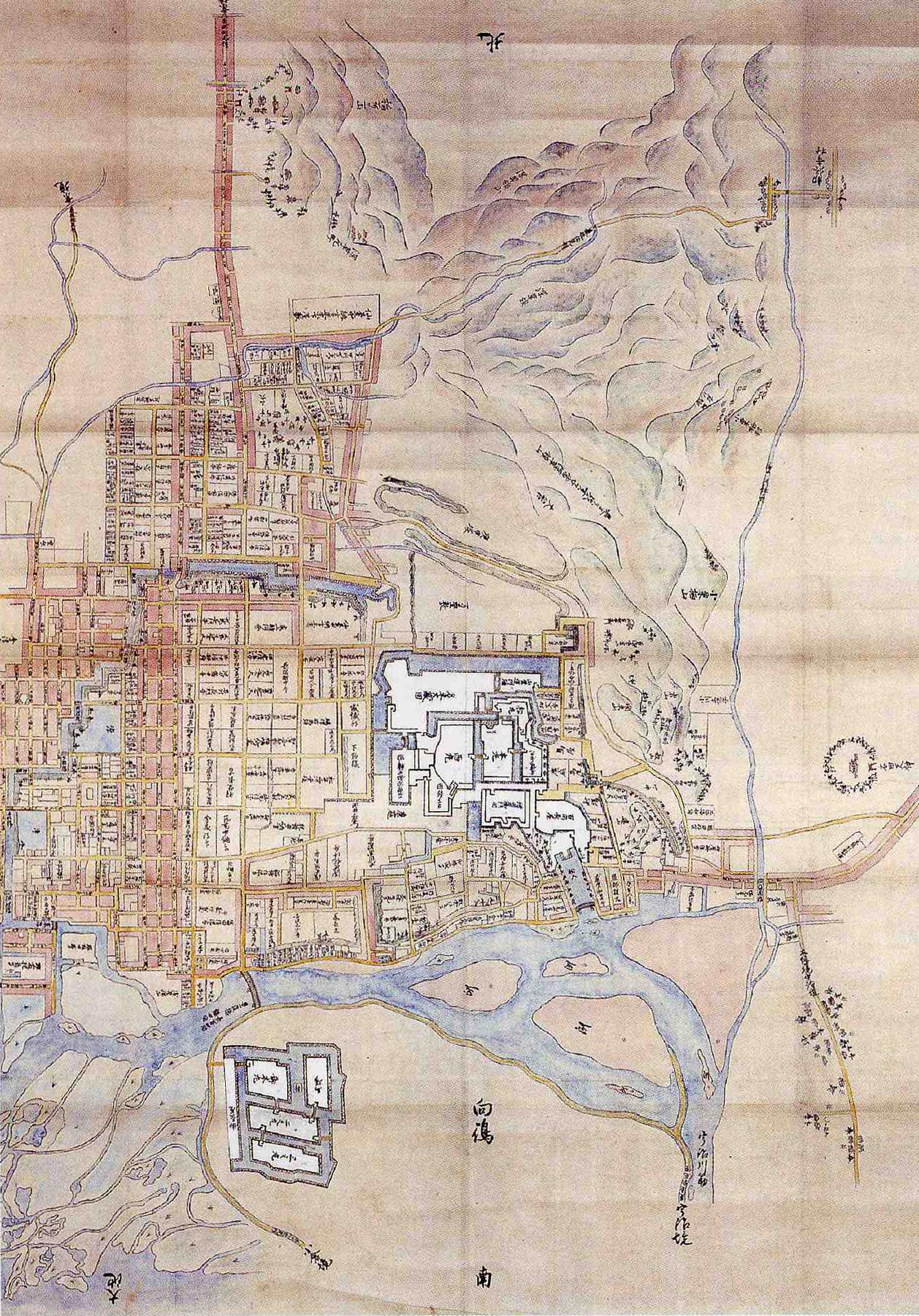
伏見御城槨井屋敷取之絵図
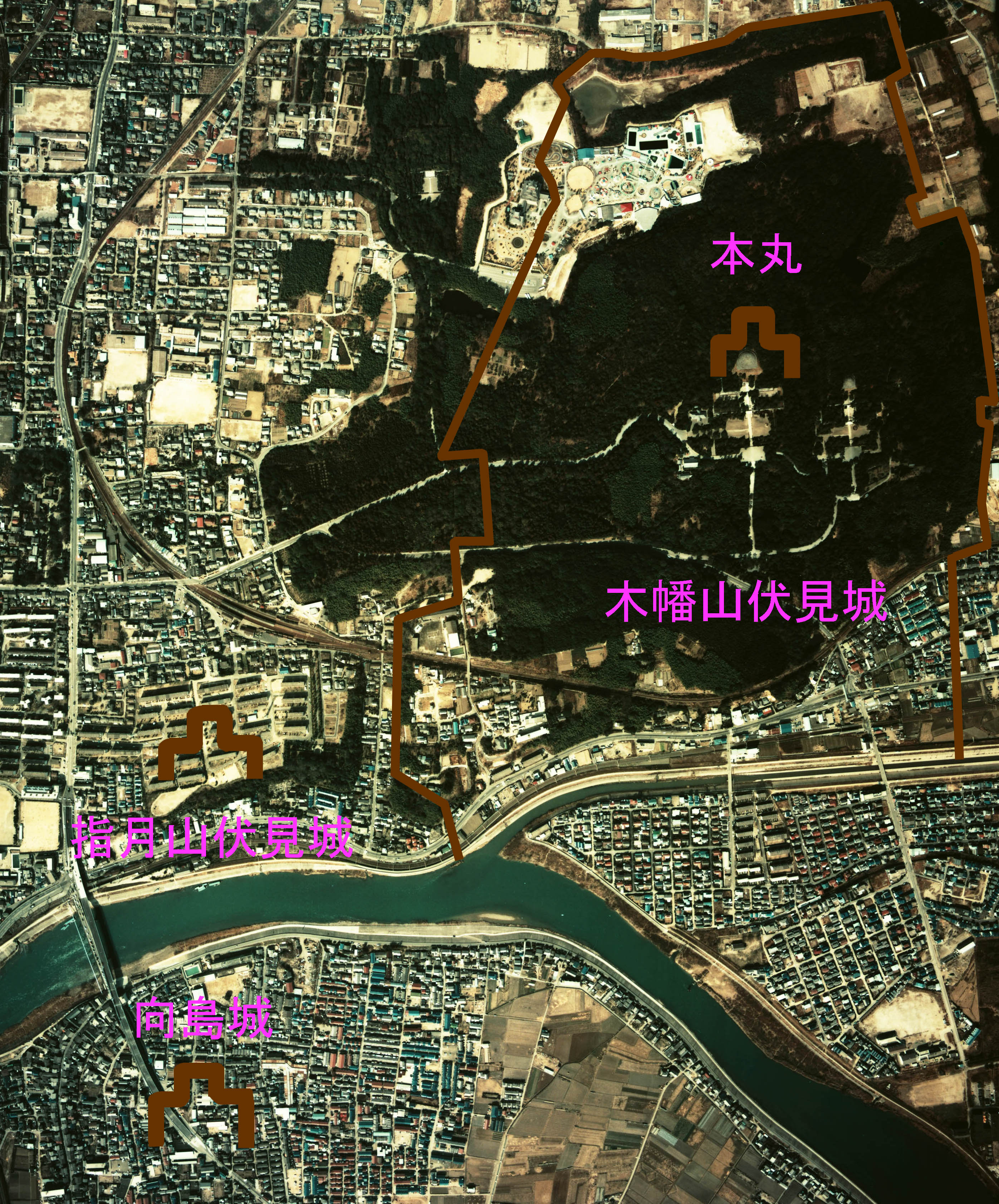
指月城と木幡山伏見城関係位置図/国土交通省 国土地理院 地図・空中写真閲覧サービスの空中写真を基に作成

## 遺構
御陵の為立入りが出来ない部分が多いが、立入れる範囲で確認出来る遺構は、弾正丸の土塁、水堀（治部池、紅雪堀）、北堀公園の堀跡、土橋がある。
立ち入りが出来ない部分には、御舟入り近くに石垣、石垣が残る土橋、一部石垣が残る天守台、空堀、が残る。

### 指月伏見城遺構
伏見城の遺構とされる建築は近畿地方の社寺を中心に多く存在しており、そのほとんどが秀吉時代の遺構とされている。しかし、指月伏見城は地震で倒壊し、木幡山伏見城は兵火で焼失しているため、移築の伝承が事実である建物はわずかだと思われる。実際、指月城の遺構であることが裏付けられている西教寺客殿も地震で破壊された残材で構成されており、少なくとも秀吉時代の建築が完存する可能性は低いと考えられる。
2015年（平成27年）6月18日、京都府や大阪府で埋蔵文化財の発掘調査を行う民間の調査会社「京都平安文化財」は、京都市伏見区桃山町のマンション造成地において、秀吉時代の指月城の遺構が出土したと発表した。慶長伏見地震による倒壊後所在不明となっていた同城で、存在の裏付けとなる初の出土となった。出土したのは城の礎となる花崗岩を主材とした石垣の一部南北36mあまりで、石垣下部の1〜2段目部分。石垣西側には最大幅7m深さ2mの並走する堀も見つかっており、堀の中からは慶長伏見地震後に埋却されたとみられる五七桐紋軒丸瓦片や唐草文軒平瓦片も多数出土した。これらの瓦片には金箔が貼られており（金箔押）、いずれも天守など城郭主要部に用いられたものだという。一方で京都市文化財保護課では、この際に見つかった石垣について、実際には指月城の堀を埋め立てた上に建てられた大名屋敷であった可能性を示している。

### 木幡山伏見城遺構
徳川期の木幡山伏見城については廃城に際して天守を始め多くの建物が他の場所に移築され、例えば天守は二条城天守へ、本丸御殿は大坂城仮御殿となった。特に福山城（広島県福山市）には徳川幕府の西国鎮衛の目的もあり、櫓、城門、殿舎、湯殿、多聞櫓、築地塀、土塀など多くの施設が移されている。なお、伏見城の建物ではないが「伏見」の名称を用いた建物として江戸城と大坂城の伏見櫓がある（ただし、その名称から伏見城の遺構との言い伝えが生まれている）。
移築の伝承を持ち現存する主な施設を以下に挙げる。

#### 城門
- 御香宮神社（伏見区）表門（大手門を移築）
- 西本願寺（下京区）唐門
- 二尊院（右京区）総門
- 観音寺（上京区）山門
- 瑞宝寺旧山門（兵庫県神戸市）
- 浄照寺(奈良県磯城郡田原本町)表門（伏見城高麗門を移築）
- 本山寺（大阪府高槻市）中の門

- 伝伏見城唐門/豊国神社唐門
- 伝伏見城大手門/御香宮神社表門

#### 櫓
- 福山城（広島県福山市）伏見櫓（重文・解体修理時に発見された「松ノ丸ノ東やくら」という陰刻により伏見城よりの移築が確定された[38]）
- 膳所城
- 岸和田城
- 尼崎城（非現存）

- 福山城伏見櫓/1934年（昭和9年）撮影

#### 殿舎
- 金地院（左京区）方丈（重文）
- 日暮御殿 - 都久夫須麻神社（滋賀県長浜市・竹生島）本殿（国宝）

- 伏見城里山にあった傘亭・時雨亭/高台寺
- 伝・伏見城の遺構/大通寺の本堂

#### その他の建造物
- 諸侯控え室 - 三渓園（横浜市中区）
- 移動式能舞台 - 福山城（広島県福山市）、現在は沼名前神社（広島県福山市・鞆町）（重文）
- 茶室 - 高台寺（東山区）時雨亭、傘亭（ともに重文）
- 軍議評定所 - 渡辺山守綱寺（愛知県豊田市）本堂
- 古材 - 蔭凉寺（大阪府和泉市）本堂。血天井で知られる。

#### 石垣
- 淀城（伏見区）
- 大阪城（大阪府大阪市）

京都市立桃山東小学校には復元石垣列がある。これは1977年（昭和52年）6月、学校付近の土地区画整理事業中に出土したものである。この石垣は絵図などには記載されていない地点で、1592年（文禄元年）の築城の可能性が指摘されている。石材は花崗岩笠置山系の石が多い。またこれとは別に300個近い残石は、伏見城ちかくにある御香宮神社の境内に保管されている。
- 伏見城復元石垣/京都市登録史跡
- 伏見桃山陵の参道にある伏見城の石垣跡
- 御香宮神社にある伏見城の残石

## 交通アクセス
- 電車でのアクセス
  - JR西日本 奈良線 桃山駅 → 徒歩約15分
  - 近鉄京都線近鉄丹波橋駅もしくは京阪本線丹波橋駅から徒歩20分
  - 以前は近鉄桃山御陵前駅からJR桃山駅前を経由して伏見桃山城キャッスルランド行きのバスが出ていた（同園閉鎖で路線廃止）
- 車でのアクセス
  - 阪神高速8号京都線・伏見出入口を出て京都府道35号線を東に進む。
  - 伏見桃山城運動公園に有料駐車場有り